# Francesco Paolo Tesauro
Francesco Paolo Tesauro est un homme politique italien, né à Ficarazzi en 1852, mort à Palerme en 1922. Il a été maire de Palerme du 6 août 1907 au 28 juillet 1908.

## Biographie
Né dans la campagne palermitaine, Francesco Paolo Tesauro ne bénéficie pas d'une grande éducation.
Il est juriste et s'engage dans la vie politique dans le camp démocrate et libéral, animé par des idées laïques et réformistes.
Proche de Giuseppe Tasca Lanza, il est son conseiller aux Finances, essuyant de nombreuses critiques, y compris dans ses rangs. 
Partisan comme Tasca Lanza de la construction du nouveau moulin municipal, que l'opposition démocrate souhaite confier à l'industriel Pecoraino, en quasi-monopole sur la farine à Palerme, il s'allie à l'ancien opposant Pietro Bonanno, et conserve la direction du service municipal du pain avec Rosario Garibaldi Bosco.
Quand le maire Giuseppe Tasca Lanza démissionne de son troisième mandat, Francesco Paolo Tesauro est élu maire par le conseil municipal, malgré l'opposition des comtes Trigona et Scalea qui bloquent son choix jusqu'au troisième tour de scrutin, auquel il n'obtient que 39 voix seulement. Avant qu'il soit désigné, l'ancien maire Girolamo Di Martino et le député Giuseppe Valguarnera Dell'Arenella avaient refusés de prendre la tête de la municipalité.
Il compose son équipe en rappelant la plupart des conseillers de Tasca Lanza, avec les entrées de l'avocat socialiste Cappellani et de son confrère radical Barba qui renforce la présence des radicaux aux côtés de Somma.
Il crée le corps de police municipale le 14 avril 1908, voté à l'unanimité par le conseil. Les gardes municipaux « sont chargés de l'exécution des règlements de police urbaine et rurale, des ordonnances de l'autorité municipale et de l'assistance aux services d'hygiène et de construction ». Ils doivent être célibataires ou veufs sans enfants et savoir écrire. 
En juin suivant, il règlemente l'usage des bains de mer situés face à la Villa Butera, divisés en trois zones pour les hommes, les femmes, les couples légitimes. La même année, il crée une taxe précurseuse sur la circulation des voitures, motocyclettes et vélocipèdes, étendue neuf ans après aux charrettes et aux carrosses.
Mais sa majorité est minée par les divisions et les blocages récurrents. Lors des élections administratives partielles de juillet 1908, les radicaux et socialistes s'allient aux aristocrates et bourgeois modérés avec le soutien financier de Florio et Pecoraino et la faveur du préfet De Seta, face aux démocrates de Tesauro qui tentent de sauver leurs places par des accords avec les mafieux de la banlieue, dont Salvatore Conti de Brancaccio, La liste de l'Association démocratique n'a obtenu que 5 des 29 sièges à pourvoir, ce qui a contraint Tesauro à démissionner. Ils tentent d'élire le chef de l'opposition Scalea mais ne peuvent éviter la dissolution du conseil, à la fin du mois d'août et la nomination du commissaire royal Gennaro Bladier. 
Un an plus tard, un nouveau conseil municipal choisit, par 39 voix pour et 34 abstentions, le comte Romualdo Trigona de Sant'Elia. Après un an de mandat, celui-ci démissionne et le conseil à nouveau dissout, ouvrant la voie à une nouvelle élection en janvier 1911. Il est écarté de la liste de l'Union libérale par l'industriel Pecoraino et refuse d'apparaitre sur la liste catholique, mais est tout de même élu. 
Tesauro est le dixième président de la province de Palerme durant la Première Guerre mondiale, de 1914 à 1919. 